# Pedinidae
Famille
Les Pedinidae sont une famille d'oursins de l'ordre des Pedinoida. C'est une famille essentiellement fossile.

## Description et caractéristiques

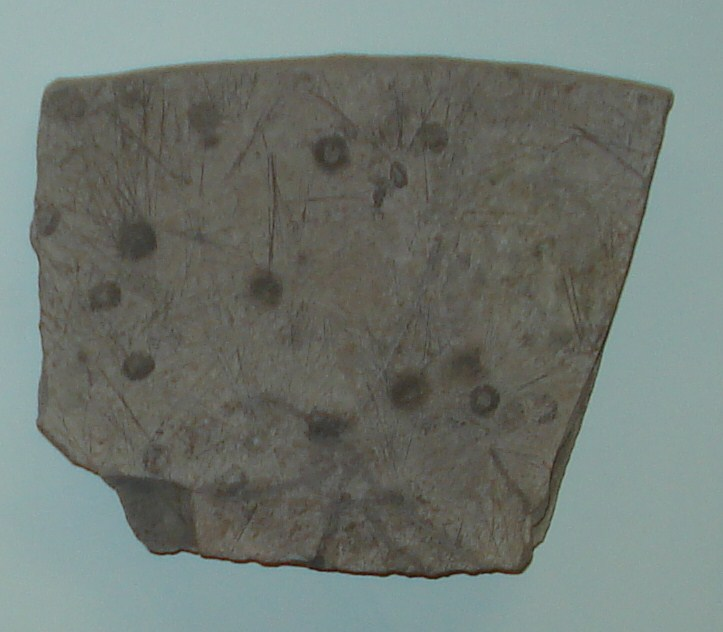
Fossiles de Diademopsis crinifera.

- Le disque apical, dicyclique, est fermement attaché à la couronne ;
- Le test est rigide et aplati ;
- Les tubercules primaires sont perforés et non-crenelés ;
- La mâchoire (Lanterne d'Aristote) est aulodonte, avec un magnum foramen profond, en form de V ;
- Les dents sont de section incurvée, en forme de « U »
- Les piquants (« radioles ») sont cylindriques et lisses, sans excroissances. Les radioles primaires sont pleines, les secondaires peuvent être creuses[2].

## Liste des genres
Cette famille ne contient qu'un seul genre encore vivant : Caenopedina (A. Agassiz, 1869). 
Les Pedinidae connurent cependant une radiation évolutive importante au Trias, où leurs représentants étaient abondants et largement répartis. World Register of Marine Species (6 octobre 2013) y dénombre :
- Genre éteint Diademopsis (Desor, 1855) †
- Genre éteint Echinopedina (Cotteau, 1866) †
- Genre éteint Hemipedina (Wright, 1855) †
- Genre éteint Leiopedina (Cotteau, 1866) †
- Genre éteint Leptocidaris (Quenstedt, 1858) †
- Genre éteint Orthocidaris (Cotteau, 1862) †
- Genre éteint Palaeopedina (Lambert, 1900) †
- Genre éteint Pedina (L. Agassiz, 1838) †
- Genre éteint Phymopedina (Pomel, 1883) †
- Genre éteint Polypedina (Lambert, 1933) †
- Genre éteint Pseudopedina (Cotteau, 1858) †
- Genre éteint Thieulinipedina (Vadet, Nicolleau & Pineau, 1996) †

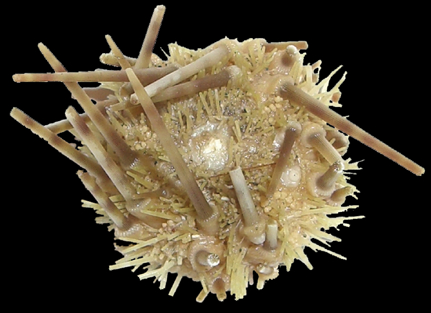
Caenopedina mirabilis.
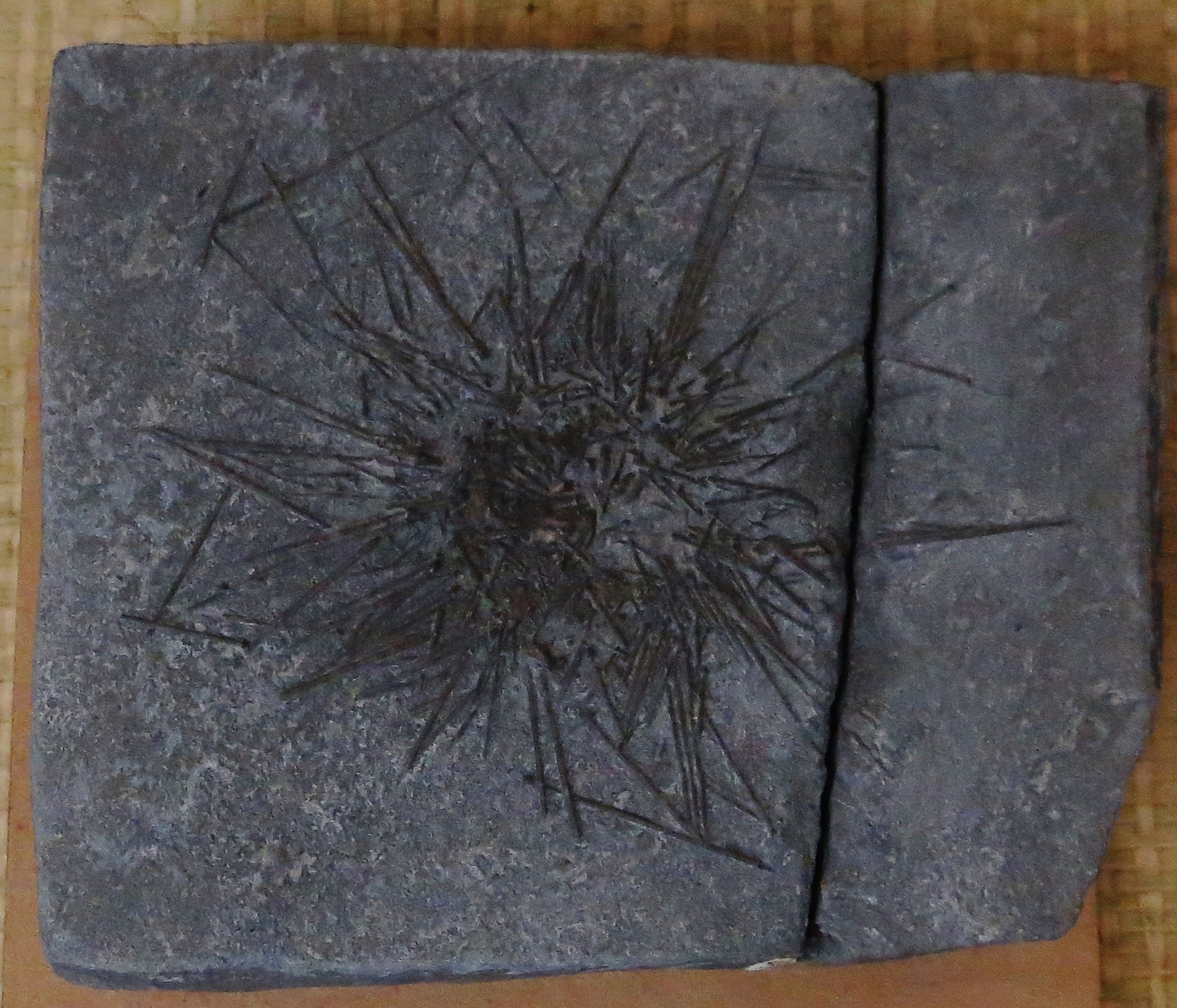
Hemipedina bowerbanki.